# 1948 ve fotografii
Tento článek popisuje významné události roku 1948 ve fotografii.

## Události

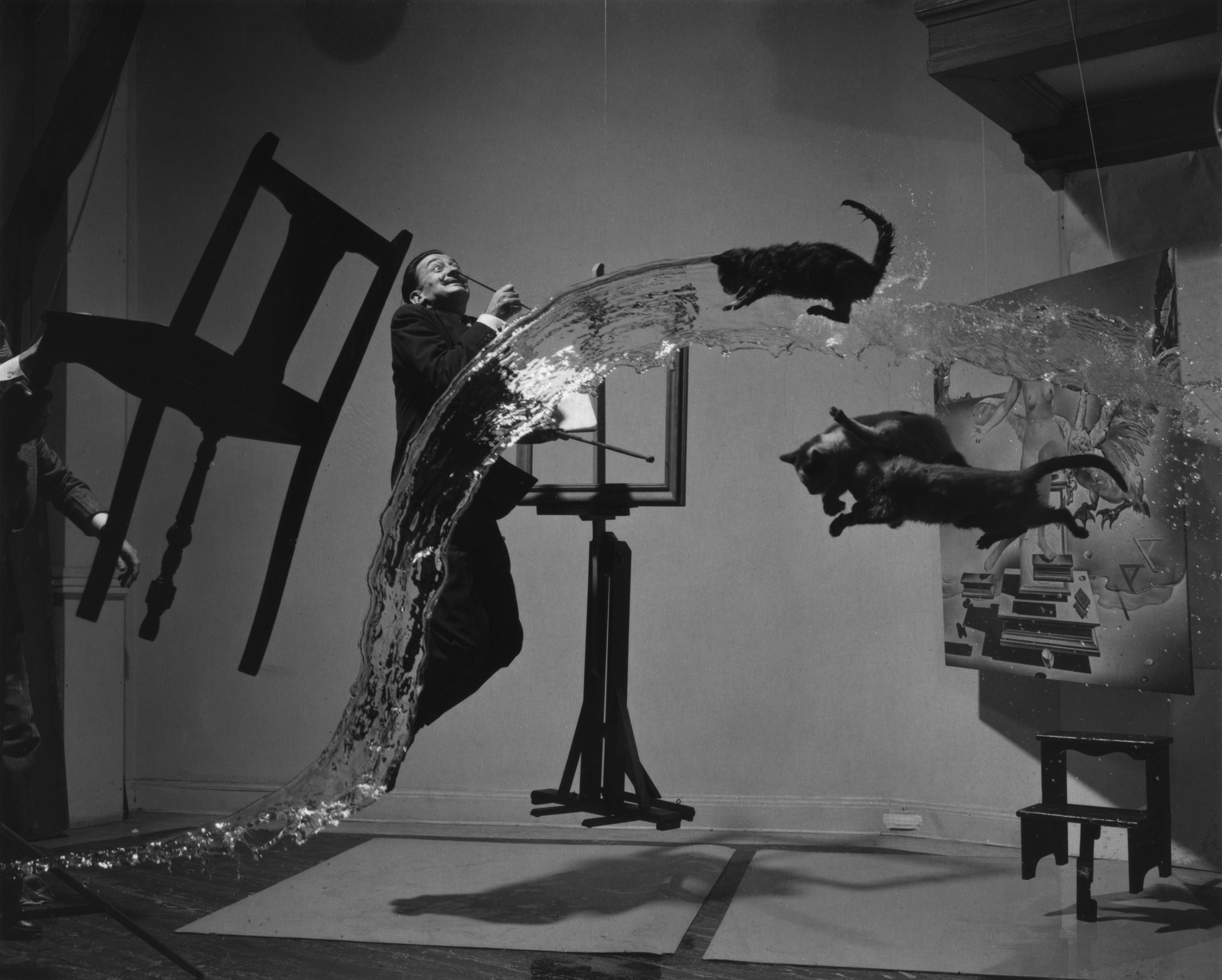
Philippe Halsman: Dali Atomicus (negativ 1948), zvětšenina z roku 1969–1970, velikost 27,31 × 34,45 cm, sbírka Minneapolis Institute of Arts, Minneapolis

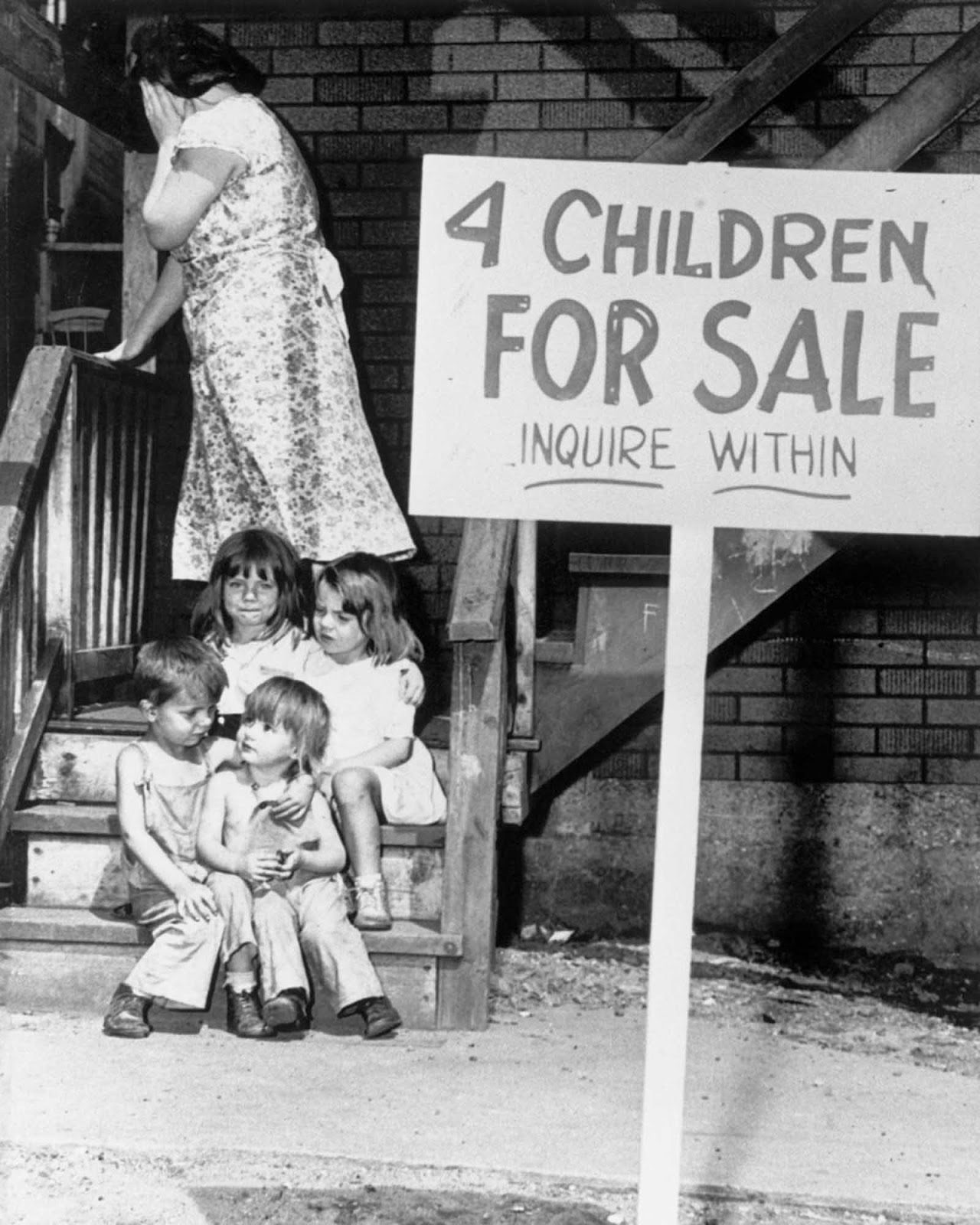
V srpnu byla publikována fotografie 4 děti na prodej.

- Vznikl Dali Atomicus, což je název snímku amerického portrétního fotografa Philippa Halsmana, který pořídil v roce 1948 ve spolupráci s umělcem Salvadorem Dalím.
- V srpnu byla publikována fotografie 4 děti na prodej.
- Hasselblad uvedl na trh svůj první fotoaparát.
- Edwin Herbert Land uvedl na trh první Polaroid a okamžitou fotografii.

## Ocenění
- Pulitzer Prize for Photography – Frank Cushing, Boston Traveler, za fotografii Boy Gunman and Hostage.[1]

## Narození v roce 1948

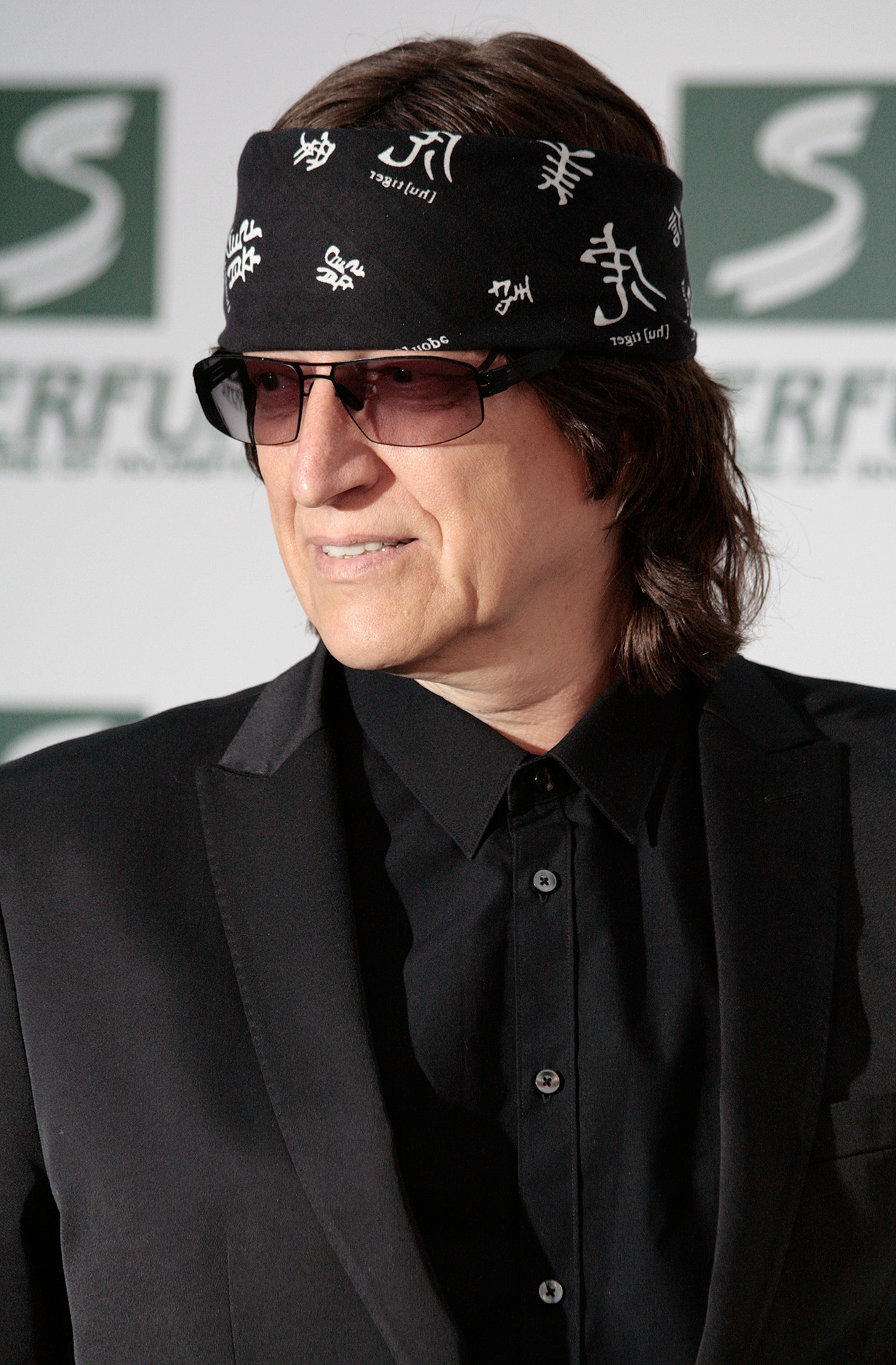
V tomto roce se narodil rakouský umělec Gottfried Helnwein

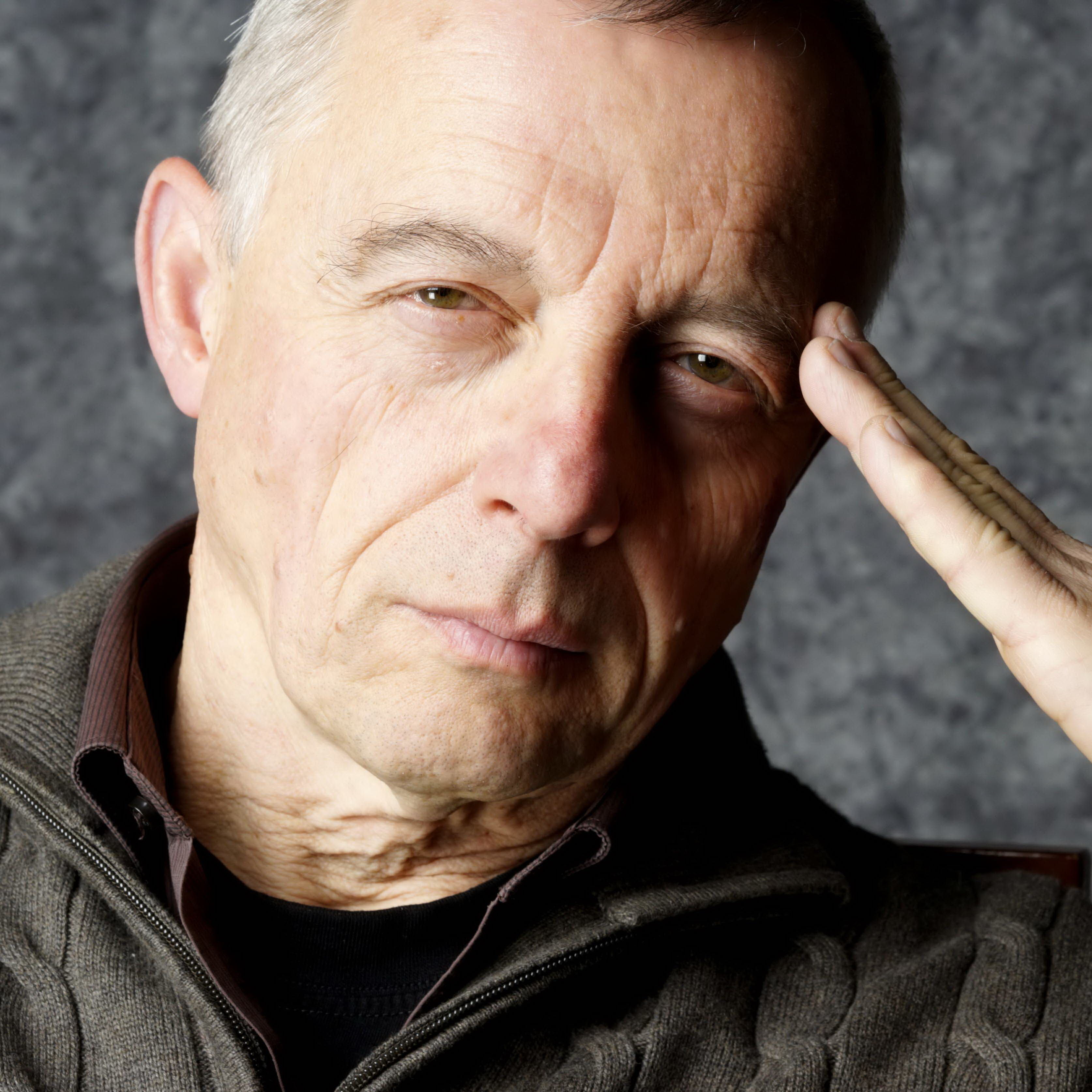
V tomto roce se narodil Petr Šálek, český fotograf

- 6. ledna – Abigail Solomon-Godeau, americká historička a kritička umění, fotografie a kurátorka výstav
- 7. ledna – Ján Rečo, slovenský dokumentární fotograf
- 15. ledna – Joanna Helanderová, polská fotografka, režisérka dokumentárních filmů, spisovatelka a překladatelka, dokumentarista každodenního života v Polskum, představitelů polské kultury, žije a pracuje v Göteborgu a Krakově
- 6. února – Anna Musiałówna, polská baletní tanečnice, sociální (sociologická) fotografka , fotoreportérka , kurátorka výstav, známá svými reportážemi představujícími alternativu k propagandě Polské lidové republiky (včetně "Minus jeden" v týdeníku "itd." v roce 1976 o potratech) , nositelka cen v oboru novinářské fotografie.
- 7. února – František Provazník, český fotograf a veslař, bronzová na OH 1972
- 8. února – Brian Shul, americký major Air Force, pilot a letecký fotograf († 20. května 2023)
- 9. února – Jaan Künnap, estonský horolezec, fotograf a sportovní trenér
- 23. února – Hiroši Sugimoto, japonský fotograf
- 6. března – Gerhard Vormwald, německý fotograf († 9. března 2016)
- 9. března – Dušan Šimánek, český fotograf, absolvent pražské FAMU, žák profesora Jána Šmoka, fotograf oděvní tvorby, pedagog, rozhodující osobnost a organizátor českého uměleckého disentu, spolupracovník historičky umění Anny Fárové
- 14. března – James Nachtwey, americký fotožurnalista a válečný fotograf
- 21. března – André Rouillé, francouzský historik a teoretik fotografie († 7. května 2025)
- 6. dubna – Jana Vránová, česká historička umění a kurátorka fotografických výstav
- 13. dubna – Jiří Plachý, český fotograf přírody a krajiny na Šumavě
- 13. dubna – Brian Griffin, britský fotograf známý portréty popových hudebníků 80. let, magazín The Guardian jej v roce 1989 jmenoval „fotografem dekády“, jeho práce jsou ve sbírkách Arts Council, British Council, Victoria and Albert Museum a National Portrait Gallery v Londýně († 29. ledna 2024)
- 14. dubna – Berry Berenson, americká modelka a fotografka
- 5. května – Robert Vano, slovenský fotograf
- 17. května – Gabriel Urbánek, český umělecký fotograf a grafik se specializací na fotografii skla
- 31. května – Jaroslav Bárta, český fotograf
- červen – Peter Dazeley, anglický fotograf
- 19. července – Petr Šálek, český fotograf
- 26. července – Norberto Puzzolo, argentinský umělec a fotograf
- 28. července – Eamonn McCabe, britský fotograf († 2. října 2022)
- 30. července – Carel Struycken, nizozemský divadelní, filmový a televizní herec a fotograf
- 21. srpna – John Filo, americký fotograf, který v roce 1971 získal Pulitzerovu cenu.
- 22. srpna – Oleg Homola, český fotograf, muzikant (zpěvák, kytarista), publicista, vysokoškolský pedagog a multimediální tvůrce
- 13. září – Emil Ciocoiu, rumunský malíř a fotograf († 1. srpna 2020)
- 26. září – Jurij Oleksandrovyč Kosin, ukrajinský fotograf, lektor, kurátor výstav a cestovatel († 24. října 2022)
- 28. září – Václav Toušek, český fotograf
- 5. října – Ann Christine Eek, švédská fotografka působící v Norsku
- 8. října – Gottfried Helnwein, rakouský umělec, fotograf a performer
- 12. října – Jiřina Hankeová, česká malířka, fotografka, básnířka a autorka písňových textů
- 18. října – Frank Fournier, francouzský fotograf, v roce 1985 získal ocenění World Press Photo
- 24. října – Barry Ryan, britský zpěvák ("Eloise") a fotograf († 28. září 2021)
- 25. října – Suste Bonnénová, dánská portrétní fotografka, sochařka a spisovatelka
- 21. listopadu – Mick Rock, britský hudební fotograf († 18. listopadu 2021)
- 27. listopadu – Isa Genzkenová, německá umělkyně, žije a pracuje v Berlíně, zkoumá hranice mezi výtvarným uměním, designem, architekturou, informačními technologiemi a individualitou. Jejími primárními médii jsou socha a instalace, v nichž využívá širokou škálu materiálů včetně betonu, sádry, dřeva a textilu. Pracuje také s fotografií, videem, filmem a koláží.
- 26. prosince – Marilyn Bridges, americká fotografka, z letadla nebo helikoptéry fotografuje starobylá místa po celém světě
- ? – Tojo Cučija, japonský umělec a fotograf († 23. listopadu 2017)
- ? – Sandra Semchuková, kanadská umělecká fotografka
- ? – Huda Lutfi, egyptská vizuální umělkyně, fotografka a kulturní historička
- ? – Giovanni Chiaramonte, italský fotograf a fotožurnalista († 18. října 2023)
- ? – Kei Orihara, japonská dokumentární a portrétní fotografka působící v USA, vydala knihy o životě v New Yorku, portréty, panoramta, fotoknihy pro děti
- ? – Hla Myint Swe, myanmarský umělec, fotograf a spisovatel
- ? – Sisse Brimbergová, dánská fotografka, autorka asi 30 příběhů pro National Geographic, žijící ve Skotsku
- ? – Marilyn Minterová, americká malířka a fotografka
- ? – Éric Colmet-Daâge, francouzský novinář v redakci francouzského magazínu Photo († asi 11. srpna 2025)

## Úmrtí v roce 1948
- 16. ledna – Rudolf Franz Lehnert, fotograf českého původu (* 13. července 1878)
- 21. ledna – Tomaso Filippi, italský fotograf (* 26. března 1852)
- 24. ledna – William Archer Price, novozélandský dokumentární, krajinářský a portrétní fotograf (* 1866)
- 29. ledna – Julius Folkmann, dánský fotograf, filmař a malíř (* 24. prosince 1864)
- 14. února – Hugo Erfurth, německý fotograf (* 14. října 1874)
- 16. března – Kristine Lundová dánská fotografka, provozovala ateliér v Hjørringu a pobočku v Lønstrupu, studia byla v provozu v letech 1882–1969 (* 14. června 1852)
- 18. března – Ernest Rude, norský fotograf (* 23. ledna 1871)
- 9. května – Oscar Halldin, švédský dokumentární fotograf známý svými fotografiemi z balónu (* 3. května 1873)
- 11. července – Viktorin Vojtěch, český profesor fotochemie a vědecké fotografie (* 16. července 1879)
- 27. července – Carle Naudot, francouzský designér, fotograf a etnolog (* 26. února 1880)
- 26. srpna – William James, kanadský fotograf (* 1866)
- 7. října – Léon Gimpel, francouzský fotograf (* 13. května 1873)
- 21. října – Maxim Petrovič Dmitrijev, ruský fotograf (* 21. srpna 1858)
- 22. října – Guillaume de Jerphanion, francouzský fotograf (* 3. března 1877)
- 4. listopadu – Šinzó Fukuhara, japonský fotograf (* 25. července 1883)
- 9. listopadu – Siri Schnéevoigt, fotografka a herečka narozená ve Finsku, ale aktivní v Dánsku (* 4. srpna 1870)
- 18. listopadu – William James, kanadský fotograf (* 1866)
- 5. prosince – Herrman Sylwander, švédský dvorní fotograf (* 8. července 1883)
- 28. prosince – Emil Meerkämper, německý inženýr a fotograf, který žil a pracoval ve Švýcarsku (* 19. července 1877)
- ? – Keturah Anne Collingsová, britská malířka a fotografka (* 1862)
- ? – Gregorio González Galarza, španělský fotograf (* 1869)
- ? – Eugène Lemaire, belgický piktorialistický fotograf (* 3. července 1873)
- ? – Minoru Minami, japonský fotograf (* 1887)
- ? – Luis S. Ugarte, peruánský fotograf, který provozoval svůj fotografický ateliér ve městě Lima (* 22. října 1876 – 16. prosince 1948)